# Папа (имя)
Папа (англ. Papa) — мужское имя.

## Именины
- Православные (даты даны по григорианскому календарю)[1]: 2 марта, 29 марта, 6 августа, 14 августа, 6 ноября.